# Saramaccapolder
Saramaccapolder is een van de zeven ressorten waaruit het Surinaamse district Wanica bestaat.
In het oosten grenst het ressort Saramaccapolder aan Paramaribo, ten zuiden van Saramaccapolder ligt het ressort Koewarasan, in het westen grenst het aan het district Saramacca en in het noorden aan het ressort Kwatta.
In 2004 had Saramaccapolder volgens cijfers van het Centraal Bureau voor Burgerzaken (CBB) 7789 inwoners.
De Nieuwe Grond · Domburg · Houttuin · Koewarasan · Kwatta · Lelydorp · Saramaccapolder